# ITF Szeged
Das ITF Szeged (offiziell: Naturtex Women’s Open) war ein Tennisturnier des ITF Women’s Circuit, das in Szeged, auf Sand ausgetragen wurde.

## Siegerliste

### Einzel
| Jahr                   | Siegerin         | Finalgegnerin    | Ergebnis      |
| ---------------------- | ---------------- | ---------------- | ------------- |
| ↓ Kategorie: $10.000 ↓ |                  |                  |               |
| 2002                   | Edina Gallovits  | Daniela Casanova | 6:3, 6:0      |
| 2006                   | Petra Kvitová    | Dorottya Magas   | 6:1, 6:4      |
| ↓ Kategorie: $50.000 ↓ |                  |                  |               |
| 2016                   | Wiktorija Tomowa | Maria Sakkari    | 4:6, 6:0, 6:4 |

### Doppel
| Jahr                   | Siegerinnen                      | Finalgegnerinnen                       | Ergebnis         |
| ---------------------- | -------------------------------- | -------------------------------------- | ---------------- |
| ↓ Kategorie: $10.000 ↓ |                                  |                                        |                  |
| 2002                   | Daniela Casanova AlienorTricerri | Zsuzsanna Fodor Dorottya Magas         | 7:5, 7:62        |
| 2006                   | Antonia-Xenia Tout Natasa Zoric  | Talithade Groot Lucie Makrlikova       | 6:3, 6:3         |
| ↓ Kategorie: $50.000 ↓ |                                  |                                        |                  |
| 2016                   | Cristina Dinu Lina Gjorcheska    | Justyna Jegiołka Guadalupe Perez Rojas | 4:6, 6:1, [10:4] |

## Quelle
- ITF Homepage